# 모항항 (태안군)
모항항(茅項港)은 충청남도 태안군 소원면 모항리에 있는 어항이다. 1991년 3월 1일 국가어항으로 지정되었으며, 관리청은 해양수산부 서해어업관리단, 시설관리자는 태안군수이다.

## 연혁
- 태안군은 백제시대에 선대혜현으로 칭하였고 신라 경덕왕때에는 소태라고 개칭하여 '현'이 되었다가 고려 충렬왕때 태안으로 개칭되었다. 그 후 고종 32년에 태안군으로 정한 후 군수를 두었다가 1914년 서산군으로 통합되었고, 1989년 서산군에서 분리되어 오늘에 이르고 있다.
- 모항항은 어업근거지로서의 역할은 물론 피난항으로써의 역할도 수행하고 있는 항구로 1992년 기본시설에 대한 계획을 수립하면서 개발에 착수했다.[1]

## 어항구역
본 항의 어항구역은 다음과 같다.
- 수역: 북방파제 시점에서 정북으로 50m, 이점에서 정서로 450m 점(해상), 이점에서 정남으로 650m 점(해상)과 이점에서 정동으로 육지부를 연결하는 선을 따라 형성된 공유수면[2]
- 육역: 충청남도 태안군 소원면 모항리 1335-1 외 18필지(상세내역은 생략)[3]

## 사건 사고
2010년 7월 3일 해군 작전용 쾌속선이 모항항 앞 200m 해상에서 바위와 충돌해 전복되는 사고가 발생했다.